# Delain
Delain é uma banda neerlandesa de metal sinfônico formada em 2002 na cidade de Zwolle, Overissel pelo tecladista Martijn Westerholt.

## História

### Fase transitória e primeiros anos (2002–2011)
Em 2001, o tecladista Martijn Westerholt foi forçado a deixar a banda neerlandesa de metal sinfônico Within Temptation após ser acometido por uma mononucleose infecciosa. Foi então em 2002 que ele fundou seu próprio projeto intitulado Delain, cujo nome teve inspiração no Reino de Delain, retirado da novela The Eyes of the Dragon (1984), de Stephen King. Uma demo foi gravada ainda em 2002 sob o título Amenity com alguns músicos locais. No entanto, Westerholt deixou o projeto inativo por algum tempo apesar de ainda continuar escrevendo música.
Mais tarde em 2005, o tecladista retomou as atividades com o Delain, envisionando-o apenas como um projeto de estúdio com músicos convidados ao invés de uma banda ao vivo. A cantora Charlotte Wessels também foi recrutada como vocalista principal e cocompositora, além de assinarem com o selo Roadrunner Records.

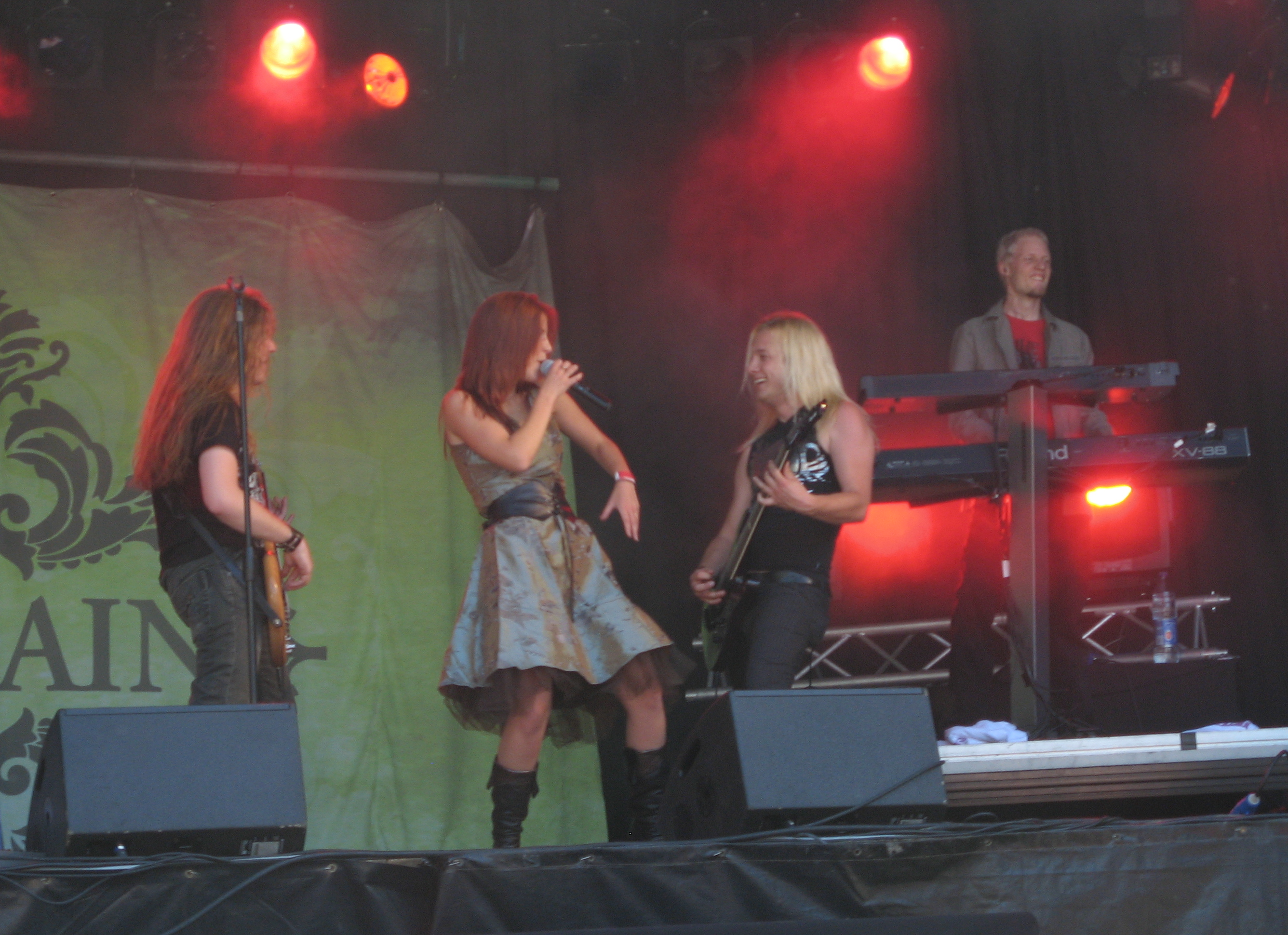
A banda se apresentando em Delft, Países Baixos em 2007

O álbum de estreia, Lucidity, foi então lançado em 4 de setembro de 2006 contendo a participação de diversos músicos conhecidos da cena do metal sinfônico como Marco Hietala (Nightwish), Sharon den Adel (Within Temptation), Liv Kristine (Leaves' Eyes), Ad Sluijter (Epica), Ariën van Weesenbeek (God Dethroned), Jan "Örkki" Yrlund (Imperia), entre outros. O disco rapidamente ganhou notoriedade na cena musical e recebeu diversas críticas positivas, além das faixas "Frozen", "See Me in Shadow" e "The Gathering" terem sido lançadas como singles. Tamanho sucesso do álbum permitiu que o projeto passasse a fazer também performances ao vivo com uma nova formação que incluiu Ronald Landa, Ray van Lente, Rob van der Loo e Sander Zoer nas guitarras, baixo e bateria, respectivamente.
Em seguida, eles anunciaram que tinham intenção de lançar mais um álbum de estúdio, e duas novas faixas intituladas "Stay Forever" e "Start Swimming" foram incluídas no repertório a partir do final de 2007. O segundo disco, April Rain, foi então liberado em 20 de março de 2009 e gerou ainda três singles posteriormente. Sua turnê promocional também os permitiu excursionar pela primeira vez em países como Brasil, México e Estados Unidos, além de colocá-los no lineup de prestigiosos festivais europeus como Hellfest, Sonisphere e Wacken.
No entanto, durante esse período houve algumas mudanças na formação do grupo. Van Lente deixou a banda em agosto de 2007, enquanto Landa saiu em outubro de 2009 e foi substituído por Ewout Pieters. Van der Loo também saiu em fevereiro de 2010, sendo substituído por Otto Schimmelpenninck van der Oije, e Pieters deixou o grupo em outubro de 2010, concedendo o posto de guitarrista a Timo Somers.

### Consagração e mudanças na formação (2012–2015)
O terceiro álbum de estúdio da banda estava sendo planejado para ser lançado no início de 2012, e algumas de suas canções chegaram a ser incluídas no repertório dos shows ainda em 2011. No entanto, devido à compra da Roadrunner Records pela Warner Music, a data oficial ficou incerta. Um comunicado anunciou que o disco, intitulado We Are the Others, seria finalmente liberado em 1 de junho de 2012 pelo selo CNR Music, com o primeiro single "Get the Devil Out of Me" saindo em abril do mesmo ano. O álbum foi um sucesso comercial e chegou a alcançar a quarta posição nas paradas neerlandesas, sendo o melhor desempenho deles em seu país natal até então. A faixa-título do álbum, "We Are the Others", cujo teve inspiração no caso do brutal assassinato da inglesa Sophie Lancaster, também foi disponibilizada como segundo single em setembro.

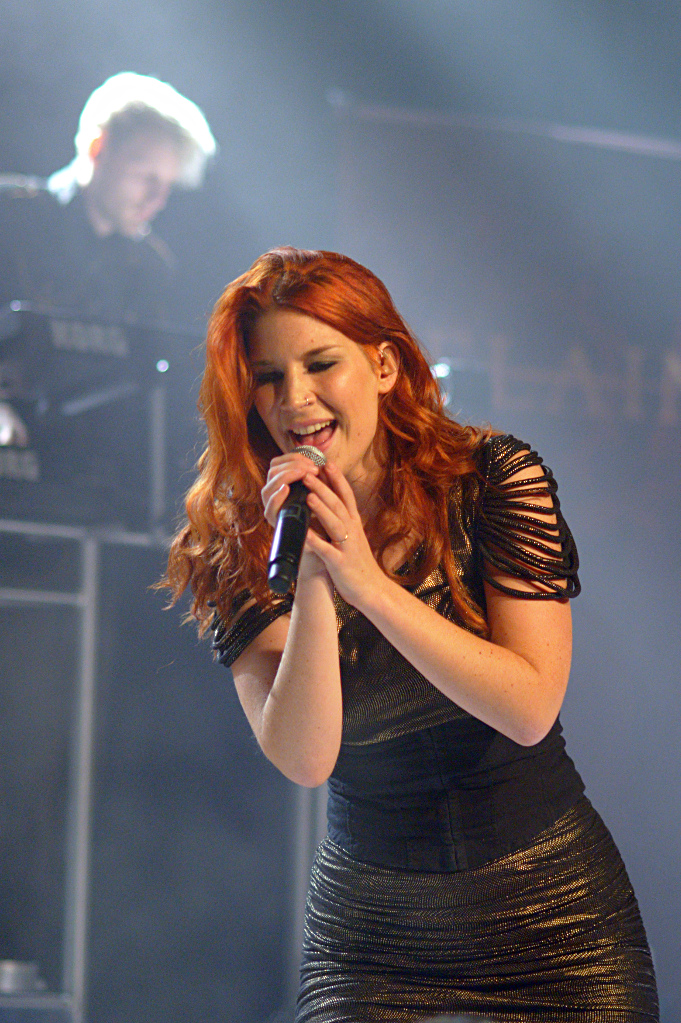
Westerholt e Wessels se apresentando com o Delain em Essen, Alemanha em 2012

No ano seguinte, a banda assinou contrato com o selo austríaco Napalm Records, e anunciou que iria lançar uma compilação intitulada Interlude em 1 de maio de 2013, contendo canções novas, covers, faixas ao vivo, versões especiais de músicas já lançadas e um DVD bônus.
The Human Contradiction, o quarto disco de estúdio da banda, foi lançado em 4 de abril de 2014. Com inspiração na trilogia de ficção científica Lilith's Brood (1987–89) de Octavia Butler, o álbum temático trouxe novamente as participações de Marco Hietala e George Oosthoek, além da cantora Alissa White-Gluz (Arch Enemy). Em sua turnê promocional, a banda também abriu para grandes atos como Nightwish, Within Temptation, Sonata Arctica e Sabaton, consagrando-os entre os nomes mais importantes da cena do metal sinfônico.
Em junho de 2014, Zoer anunciou em sua página no Facebook que iria deixar a banda em setembro do mesmo ano por motivos pessoais, e que seria substituído por Ruben Israel. Em 26 de novembro de 2014, durante um concerto na cidade de Birmingham, Inglaterra, Van der Oije sofreu uma lesão no testículo esquerdo ao ser acidentalmente atingido por um canhão de confete, ocasionando a ruptura do mesmo. O incidente foi bastante veiculado na imprensa neerlandesa, e tal ocorrido se deu devido ao mau posicionamento dos músicos no palco, já que haviam seis, ao invés dos cinco habituais. O músico não sofreu danos permanentes, e a banda utilizou faixas pré-gravadas do baixo até seu retorno em janeiro de 2015. Em outubro de 2015, a guitarrista Merel Bechtold foi efetivada como membro oficial da banda após cerca de um ano atuando como musicista de apoio na turnê.

### Trilogia temática eApocalypse & Chill(2016–2020)

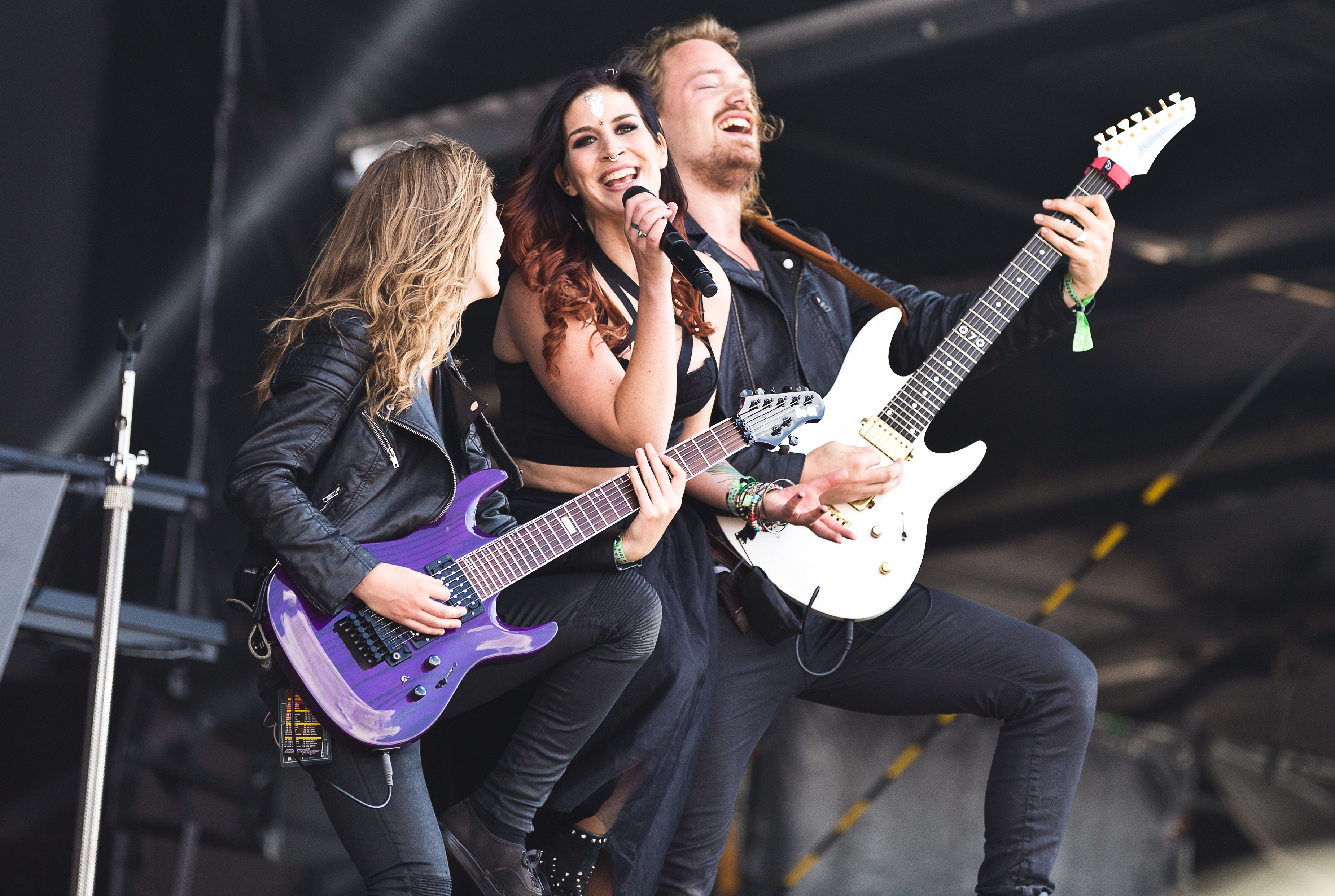
A banda se apresentando em Ballenstedt, Alemanha em 2015

Em 19 de fevereiro de 2016, a banda lançou seu EP de estreia intitulado Lunar Prelude. O material seria a primeira parte de uma trilogia de lançamentos com temas soturnos inspirados pela lua e a noite. Seu único single, "Suckerpunch", foi liberado algumas semanas antes.
Alguns meses depois, em 26 de agosto de 2016, foi lançado o quinto disco do grupo, Moonbathers, que novamente incorporou os elementos abordados por Lunar Prelude. O álbum ainda gerou os singles "The Glory and the Scum" e "Fire with Fire". Além disso, a banda realizou um concerto comemorativo de dez anos de carreira em 10 de dezembro de 2016 na cidade de Amsterdã, Países Baixos, que foi gravado e filmado para o DVD ao vivo A Decade of Delain: Live at Paradiso (2017). A apresentação contou ainda com ex-membros e participações especiais de músicos que colaboraram com a banda em sua primeira década.
Em outubro de 2017, Israel optou por deixar a banda e foi substituído temporariamente por Joey de Boer, que acabou sendo efetivado como integrante oficial em agosto de 2018. A nova formação posteriormente gravou quatro novas faixas que foram incluídas no EP Hunter's Moon, última parte da trilogia iniciada em Lunar Prelude, que foi lançado em 22 de fevereiro de 2019. Seu single "Masters of Destiny" havia sido disponibilizado em janeiro juntamente com um videoclipe. Esse também foi o último trabalho gravado com a guitarrista Merel Bechtold, já que foi anunciado em junho de 2019 que ela deixaria o grupo após uma performance no festival Graspop na Bélgica para se dedicar a outros projetos musicais.
Posteriormente a banda disponibilizou "One Second" em setembro de 2019, primeiro single de seu sexto álbum de estúdio, que viria a se chamar Apocalypse & Chill, lançado em 7 de fevereiro de 2020. A faixa "Ghost House Heart" também foi lançada antes da liberação completa do disco. Embora sua turnê promocional já havia sido agendada, houve apenas o show de lançamento na cidade neerlandesa de Utreque em 14 de fevereiro de 2020, uma vez que as datas remanescentes tiveram que ser canceladas devido à pandemia de COVID-19.

### Reestruturação interna e novo álbum (2021–presente)
Em 15 de fevereiro de 2021, um comunicado emitido por Westerholt através das mídias sociais da banda informou que o Delain "voltaria às suas raízes" de projeto, e que todos os membros, exceto ele, haviam deixado o grupo. O motivo seria que alguns integrantes estavam infelizes com as decisões tomadas e seus papéis desempenhados dentro da banda, o que havia gerado descontentamento e animosidade entre eles há cerca de um ano.
Mais tarde em março de 2022, Westerholt voltou atrás e disse que o Delain continuaria como uma banda, e anunciou o retorno dos ex-integrantes Sander Zoer e Ronald Landa na bateria e guitarra, respectivamente. O baixista italiano Ludovico Cioffi e a vocalista romena Diana Leah, foram anunciados em maio e agosto de 2022, respectivamente. Juntamente com o anúncio de Leah, a banda liberou "The Quest and the Curse", primeiro single de seu álbum seguinte, cujo recebeu o título de Dark Waters e foi lançado em 10 de fevereiro de 2023.

## Formação

### Atual
- Martijn Westerholt – teclado (2002; desde 2005)
- Sander Zoer – bateria (2006–2014; desde 2021)
- Ronald Landa – guitarra, vocal de apoio (2006–2009; desde 2021)
- Ludovico Cioffi – baixo (desde 2022)
- Diana Leah – vocais (desde 2022)

### Ex-membros
- Rob van der Loo – baixo (2006–2010 · sessão: 2022)
- Joey de Boer – bateria (2018–2021 · ao vivo: 2017–2018)
- Timo Somers – guitarra, vocal de apoio (2011–2021)
- Otto Schimmelpenninck van der Oije – baixo, vocal de apoio (2010–2021)
- Charlotte Wessels – vocais (2005–2021)
- Merel Bechtold – guitarra (2015–2019 · ao vivo: 2013; 2014–2015)
- Ruben Israel – bateria (2014–2017 · ao vivo: 2013)
- Ewout Pieters – guitarra, vocal de apoio (2009–2010)
- Ray van Lente – guitarra (2006–2007)
- Tim Kuper – bateria (2002)
- Martijn Willemsen – baixo (2002)
- Frank van der Meijden – guitarra (2002)
- Roy van Enkhuyzen – guitarra (2002)
- Anne Invernizzi – vocais (2002)

### Membros de apoio
- Guus Eikens – guitarra, vocal de apoio (sessão: desde 2006)
- Jan Rechberger – bateria (ao vivo: 2019)
- Marco Hietala – vocais (ao vivo: 2017)
- Bas Maas – guitarra (ao vivo: 2012–2013)
- Roel Vink – baixo (ao vivo: 2009)

## Discografia
- Lucidity (2006)
- April Rain (2009)
- We Are the Others (2012)
- The Human Contradiction (2014)
- Moonbathers (2016)
- Apocalypse & Chill (2020)
- Dark Waters (2023)